# Влияние угля на здоровье и окружающую среду

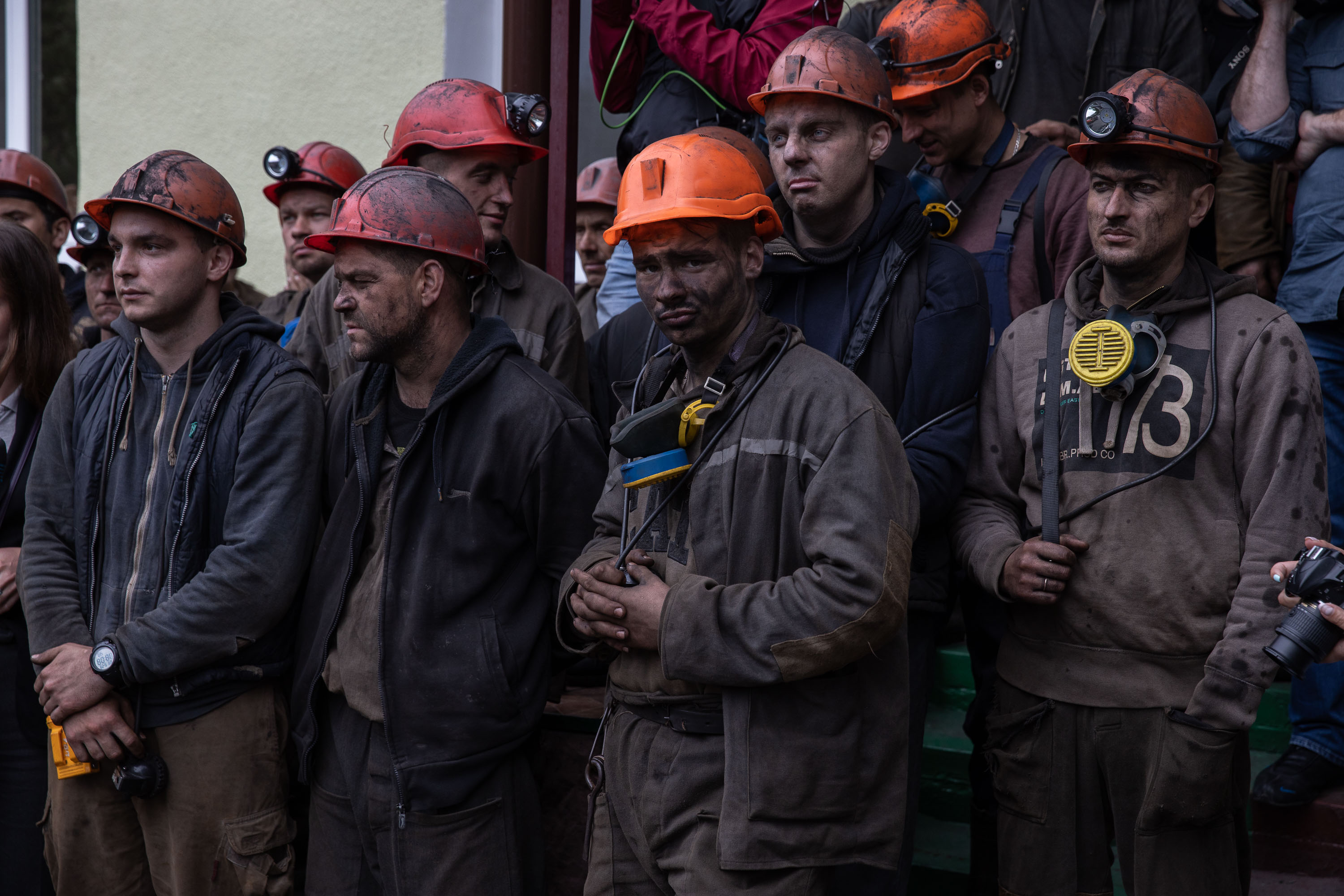
Испачканные лица шахтёров Львовской области, Украина, 2019 год

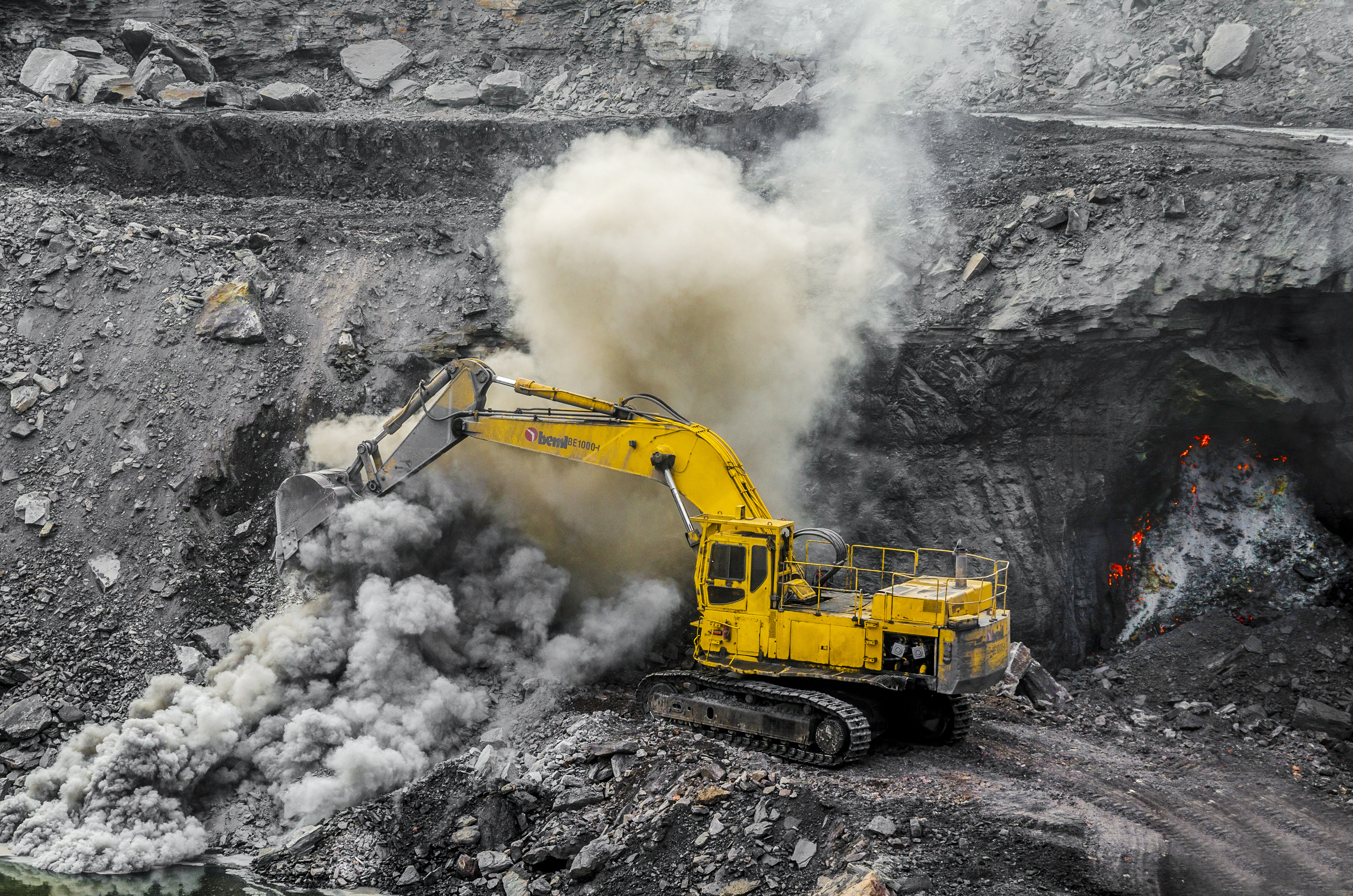
Угольный пожар на индийском Месторождение Джария, 2014 год

Угольная промышленность наносит значительный ущерб окружающей среде и является одним из наиболее опасных видов деятельности человека. К основным негативным последствиям для природы относят выбросы метана при разработке угольных пластов и диоксида углерода при сжигании топлива, загрязнение атмосферы угольной пылью, кислотные дожди, разрушение почв, подземные пожары и обвалы горных пород, накопление токсичных отходов. Тем не менее из-за своей дешевизны уголь остаётся самым распространённым топливом в мире: на нём вырабатывается до 40 % всей электроэнергии. И несмотря на попытки ограничить его использование, власти таких стран, как Россия, Индия и Китай активно наращивают разработку, использование и экспорт угля.
Угольные шахты, отвалы и разрезы нарушают естественный профиль почвы, уничтожают рельеф и растительный покров, сокращают площади сельскохозяйственных и лесных угодий. Оба способа добычи — открытый и закрытый — нарушают геологическое строение недр, что приводит к обвалам, оползням и селям. Во время угледобычи шахтёры либо удаляют поверхностные слои почв, либо роют глубокие карьеры. Отработанные породы рекультивируются редко, преимущественно их просто вывозят на специальные отвалы. Они состоят из угля низкого качества и земли, легко выветриваются, становясь источниками пылевого загрязнения, способны самовозгораться. Кроме того, разработка угля влияет на уровень подземных вод, утечки на предприятиях приводят к загрязнению поверхностных водоёмов и уничтожению популяции рыб и других обитателей.
Мощнейшими загрязнителями планеты считаются угольные ТЭС. При сжигании угля в атмосферу выбрасываются токсичные вещества и летучая зола, которые усугубляют проблемы загрязнения воздуха в густонаселённых районах, где обычно расположены ТЭС. Продукты горения угля, такие как диоксид серы (SO2) и оксиды азота (NOx), вызывают кислотные дожди, ртуть и другие тяжёлые металлы загрязняют водоёмы и поверхностные слои почвы, делая территории малопригодными для жизни и хозяйственной деятельности. Размер частичек золы может достигать 0,1 мкм — при таком размере они способны проникать в организм даже через кожный покров. Более крупные выбросы (PM2.5 или PM10) попадают в организм человека через дыхательные каналы, постепенно приводя к развитию респираторных и онкологических заболеваний. В результате уже на 2017-й выбросы от сжигания угля были причиной минимум полумиллиона смертей в год.
Не существует технологий, позволяющих производить, транспортировать и сжигать уголь без значительного ущерба окружающей среде. Даже системы улавливания газов угольных электростанций не обеспечивают полноценную очистку выбросов. Международное энергетическое агентство не признаёт, что существующие «зелёные» технологии улавливания и захоронения углекислого газа на угольных ТЭС делает их экологичными.

## Негативный эффект на почву

### Разрушение грунта

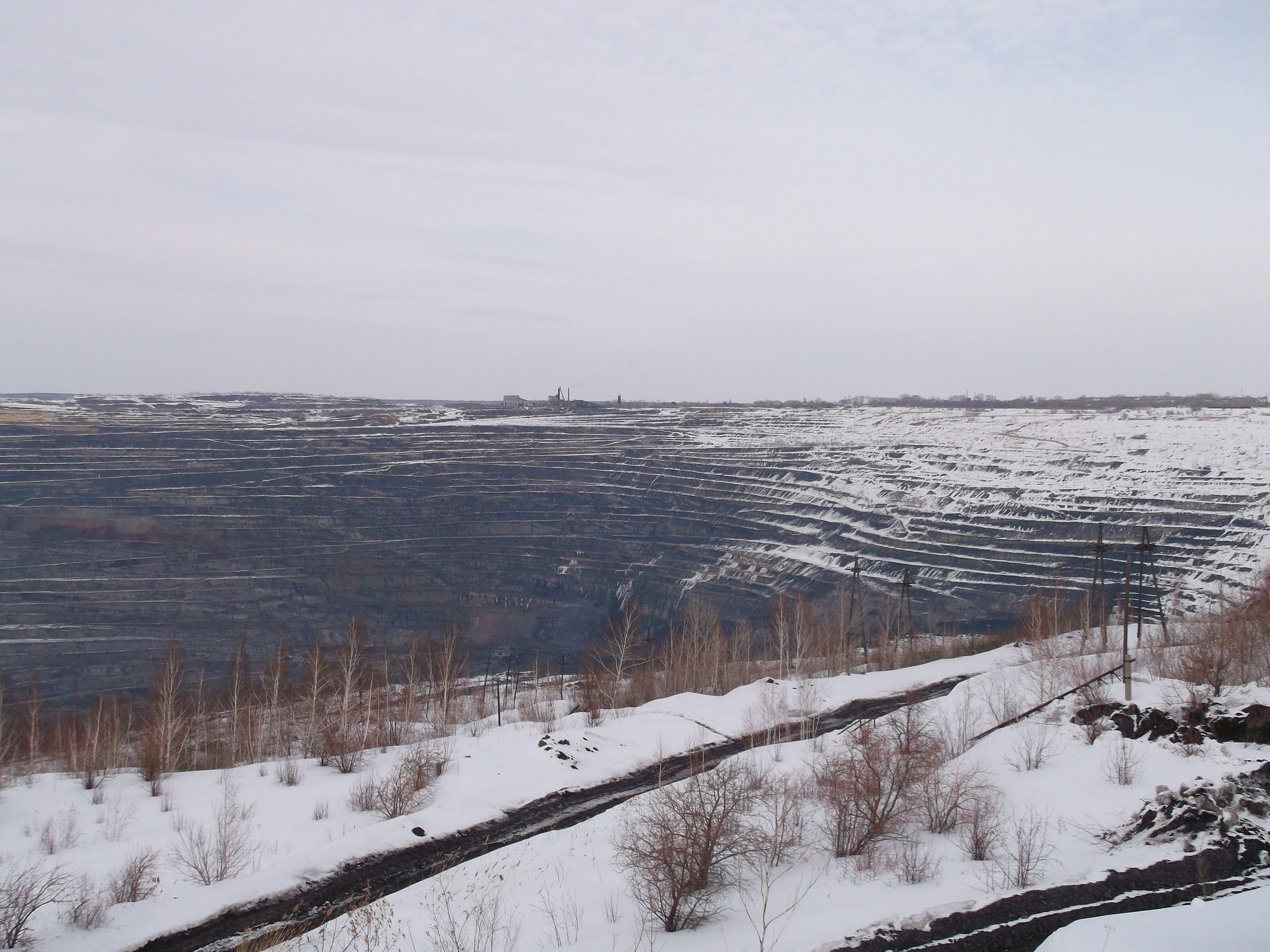
Коркинский разрез, 2012 год

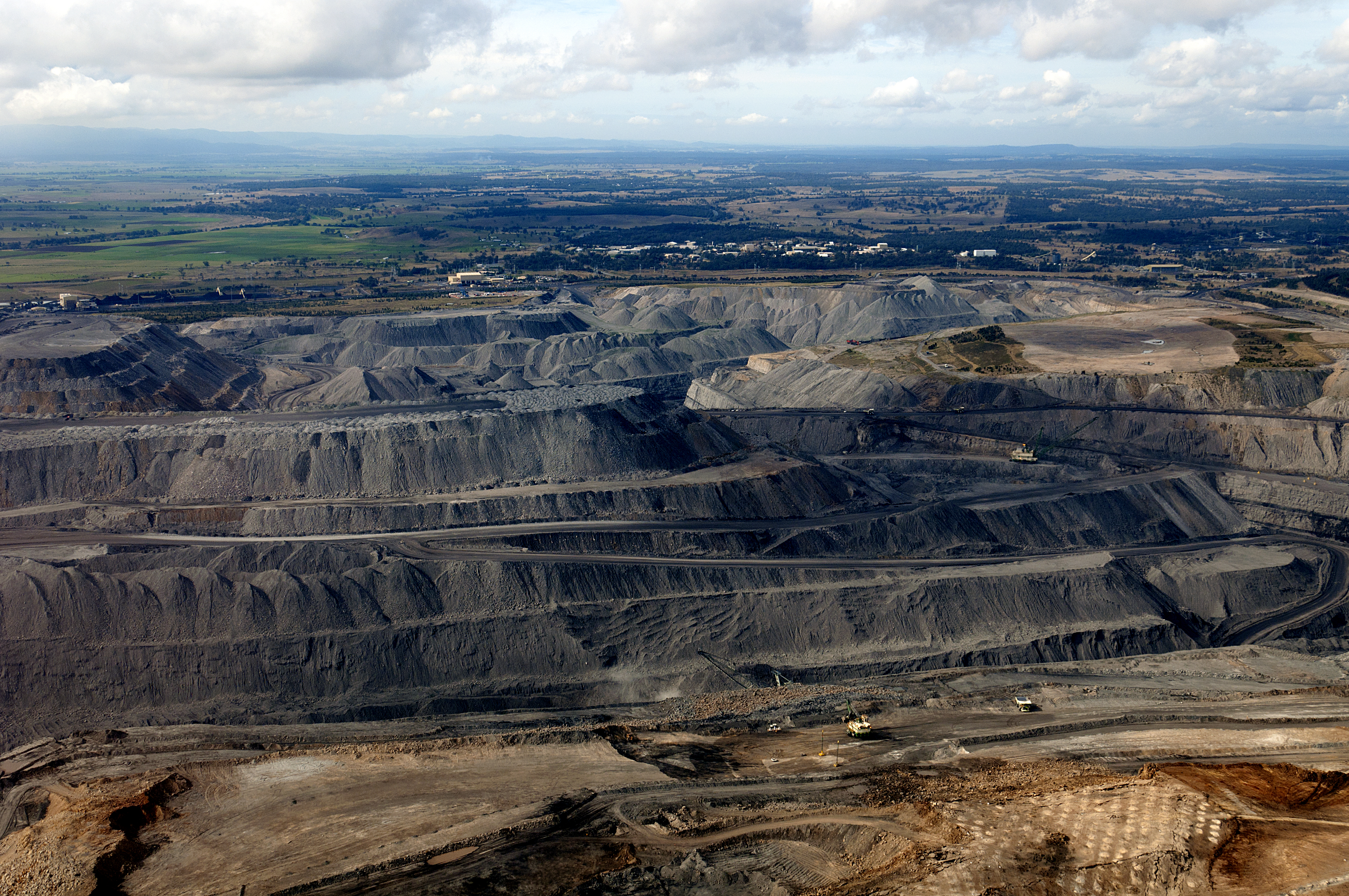
Угольная шахта открытого типа в Долина Хантер, 2009 год

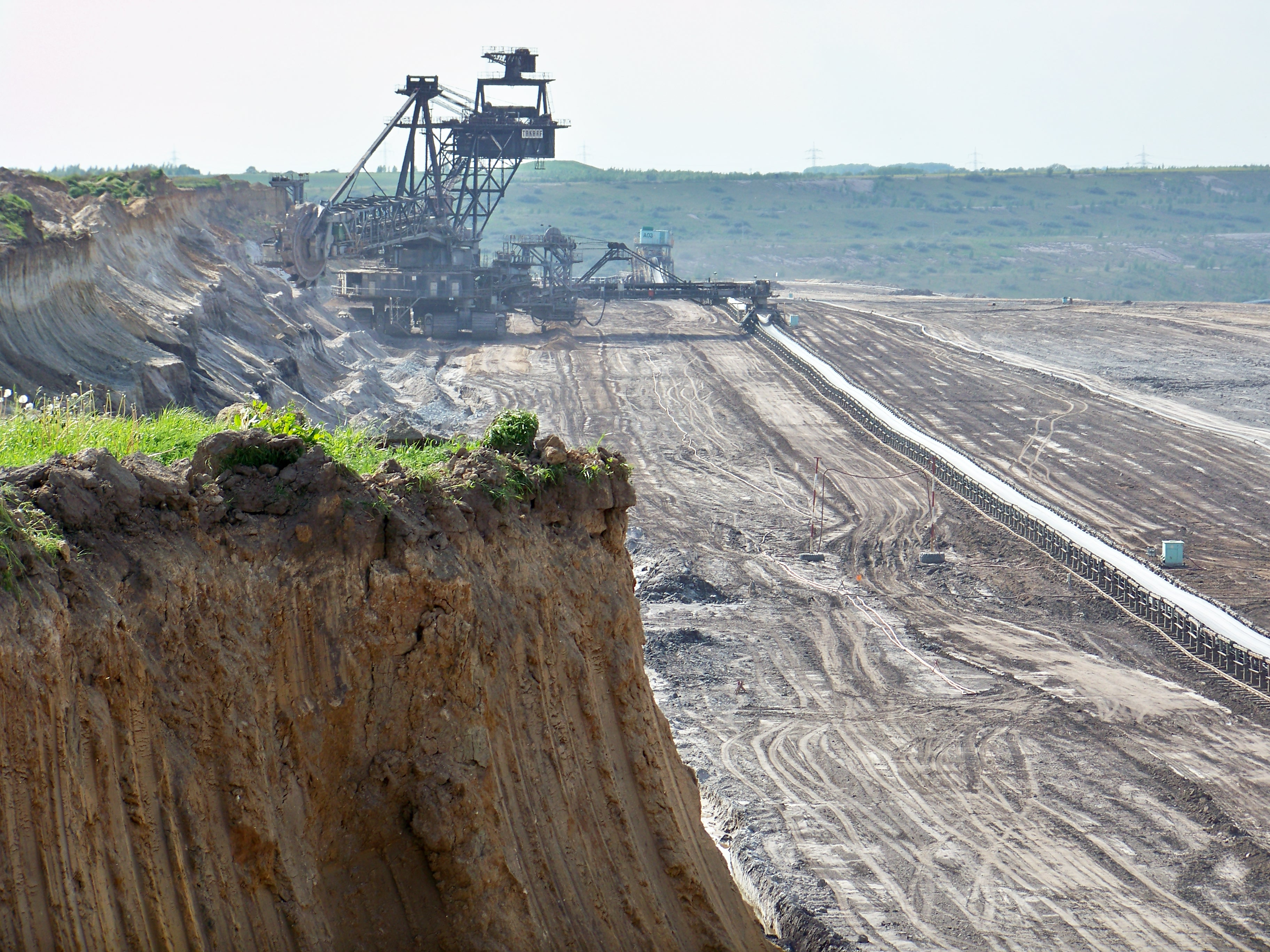
Добыча бурого угля на Угольная шахта Юнайтед Шлинхайн, 2011 год

Добыча угля осуществляется открытым и закрытым способом: первый подходит для пластов, залегающих неглубоко и расположенных горизонтально, второй — для глубинных запасов. Наиболее опасны для почвы и геологического строения открытые рудники, так как при их разработке на огромных площадях снимаются поверхностные слои грунта, под которыми лежит угольный пласт. Для масштаба: за 60 лет добычи лигнита на четырёх открытых рудниках в Греции было извлечено всего 1,7 млрд тонн угля и более 8,5 млрд кубометров породы. Обычно такие «пустые», ненужные породы складируют в кучи (отвалы) вблизи от места разработки. Они занимают огромные площади и разрушают природные ландшафты. Только в Китае ежегодно образуется около 7 миллиардов тонн пустой угольной породы, на 2019 год в стране насчитывалось 1600 отвалов вблизи действующих шахт.
Угольные производства являются одним из крупнейших источников твёрдых промышленных отходов, которые наносят непоправимый ущерб природе регионов. Оценка 3500 крупных горнодобывающих предприятий в мире показала, что ежегодно они производят более 100 миллиардов тонн твёрдых отходов. Сваленную в отвальные горы смесь грунта и угля низкого качества легко развевает ветер, осадки вымывают из массы отходов токсические вещества и переносят их в окружающий грунт. Деградация окружающей среды приводит к обеднению флоры и фауны регионов.
Для открытой разработки власти часто изымают сельскохозяйственные земли, а плодородность оставшихся угодий заметно снижается. Например, в Кемеровской области, где развита угольная промышленность, реальное производство практически всех видов сельскохозяйственной продукции отстаёт от национальных показателей. Это связано с тем, что почва в районах добычи угля подвержены загрязнению опасными элементами (в основном — Cr, Ni, Cu, Zn, Cd и Pb). В районах добычи полезных ископаемых в Китае уровень загрязнения сельскохозяйственных угодий в среднем на 34,3 % выше допустимых норм.
Угледобыча разрушает существующие растительные системы и снижает плодородие почвы. Отработанный грунт перенасыщен токсинами и не держит влагу (ускоренный сток), поэтому в нём не приживаются растения. Некоторые отвалы содержат большое количество рыхлых сланцев, которые быстро разрушаются, образуя глины. Они препятствуют проникновению воды, что ведёт к заболачиванию и отмиранию почвенной микробиоты. Законодательство большинства стран требует обязательно рекультивировать землю отработанных карьеров, однако многие недропользователи стараются уклониться от этих работ из-за их дороговизны. Например, в России восстановление одного гектара стоит до 270 тыс. рублей. За 2012—2018 годы ежегодные масштабы рекультивации в стране сократились в 1,7 раза (с более 1000 га до 589 га), хотя площадь ежегодно нарушаемых из-за добычи угля земель выросла больше чем в 2 раза. В результате к 2020-му ориентированные на угледобычу районы Сибирского федерального округа лидировали по масштабу загрязнения окружающей среды в стране. Но даже в развитых странах Запада количество заброшенных и требующих рекультивации угольных регионов так велико, что, например, в 2022 году власти США были вынуждены направить 725 млн долларов из федерального бюджета на их очистку. Зачастую земли разрушены настолько, что даже после проведения одобренных государственными органами мероприятий исходный уровень плодородности вернуть не получается. Как результат, большинство рекультивированных угледобывающих регионов превращаются в малоценные пастбища.
Так как угольная разработка требует значительных земельных и водных ресурсов, она может препятствовать развитию агропромышленного комплекса. Это особенно заметно на примере таких углезависимых стран, как Южная Африка, где около 90 % электроэнергии обеспечивает дешёвое ископаемое топливо. Только 3 % территории страны считаются пахотными землями, из них практически половина расположена в угледобывающих регионах. В результате угольная промышленность становится прямой угрозой продовольственной безопасности страны. Кроме того, она наносит урон археологическим памятникам и малым народам: разработка повреждает древние кладбища и исторические памятники, изымает священные земли и охотничьи угодья. Многие горнодобывающие компании ведут работы на территории объектов всемирного наследия или в других охраняемых районах. Например, в 2020-м сербские шахтёры разрушили останки римских кораблей, захороненных вблизи древнего города Виминациум — одного из важнейших археологических памятников Сербии. В том же году компания Rio Tinto разрушила ущелье Джуукан в Австралии, которое было населено древними племенами во время последнего ледникового периода и сохранило следы их пребывания. В странах с высоким уровнем коррупции угольные предприятия могут притеснять местных жителей. Например, в России в 2013—2014 годах владельцы разреза «Береговой» в Кемеровской области выкупили часть земли шорского поселения, дома отказавшихся продать владения — сгорели при невыясненных обстоятельствах.
В горнодобывающих районах на почву и близлежащие постройки воздействуют вибрации от взрывных работ, бурения, строительства вспомогательных сооружений, движения автотранспорта. Сами угольные разрезы могут разрастаться до обширных размеров, вызывая сдвиги окрестных грунтов и разрушая инфраструктуру. Например, в Китае — одном из крупнейших производителей угля в мире — к 2016-му 600 000 га земель подверглись проседанию. Поскольку районы добычи полезных ископаемых обычно располагались вблизи пригородов или деревень, большая часть обрушившихся земель обрабатывалась как сельскохозяйственные. В России из-за работ в Коркинском угольном разрезе, самом глубоком в Евразии и достигающим глубины в 510 метров, здания окрестных поселений пришли в аварийное состояние. Добиться приостановки добычи местные жители смогли только через массовые протесты. Закрытая разработка угля тоже может провоцировать сели и обвалы. Например, в 2008 году активная добыча в немецком регионе Саар спровоцировала обвал верхних слоёв грунта такого масштаба, что он предположительно стал причиной локального 4-балльного землетрясения.
Кроме скоплений пустой породы, которые производят угледобытчики, на состояние почвы влияет захоронение золы угольных ТЭС. Существует два способа утилизации таких отходов — в прудах-отстойниках или в сухом виде на свалках. Из зольных жидких отстойников в почву могут просачиваться токсины, создавая угрозу для окружающей среды и людей, живущих рядом с хранилищами. Например, в 2000 году Агентство по охране окружающей среды США выявило в стране не менее 600 таких прудов-отстойников, из которых более 180 не были оборудованы должным образом. Сухое складирование золы опасно тем, что ветер развеивает её частицы на большие расстояния, а осадки вымывают вредные вещества в подземные воды, если дно свалок не было подготовлено специальным образом. Так, в 2006 году на 45 % свалок США было зафиксировано выщелачивание в грунтовые воды металлов, вызывающих онкологию. Существуют страны, где отходы сжигания угля используют в промышленных целях. Например, в таких странах, как Италия, Дания и Нидерланды, в которых на 2005-й ежегодно производили только 2 мегатонны угольной золы. Но другие зависимые от угля государства утилизируют большую часть уловленных выбросов электростанций: Соединённые Штаты и Германия, производящие более 10—75 мегатонн летучей золы в год, используют всего 42—85 %; в Индии (112 метрических тонн в год) — 38 %; в Китае (150 метрических тонн в год) — 65 %.
Одним из распространённых вариантов вторичного потребления угольной золы является производство удобрений. Содержащиеся в золе тяжёлые металлы, такие как железо, марганец, медь, свинец, кадмий, хром, кобальт и другие, необходимы для роста растений. Однако почти все они становятся фитотоксичными при высоких концентрациях. Тем не менее, существуют технологии, позволяющие использовать угольную золу в приготовлении удобрений для сельскохозяйственных культур. Особенно эта практика распространена на Среднем Западе и Юго-Востоке США, где её используют для подкормки овощей, арахиса и других культур. Золу нагревают, чтобы уничтожить бактерии, и смешивают с биологически активными веществами. Такие удобрения замедляют деградацию почвы и обладают большой абсорбирующей способностью. Хотя практика их применения насчитывает десятилетия, её безопасность вызывает сомнения у активистов. Поскольку Агентство по охране окружающей среды не относит золу к опасным на федеральном уровне веществам, государственный надзор за её использованием и дозами удобрений в сельском хозяйстве отсутствует. В результате при переудобрении овощи поглощают из почвы избыточные дозы мышьяка и других токсинов. Однако серьёзных исследований на этот счёт не проводилось.

### Подземные пожары

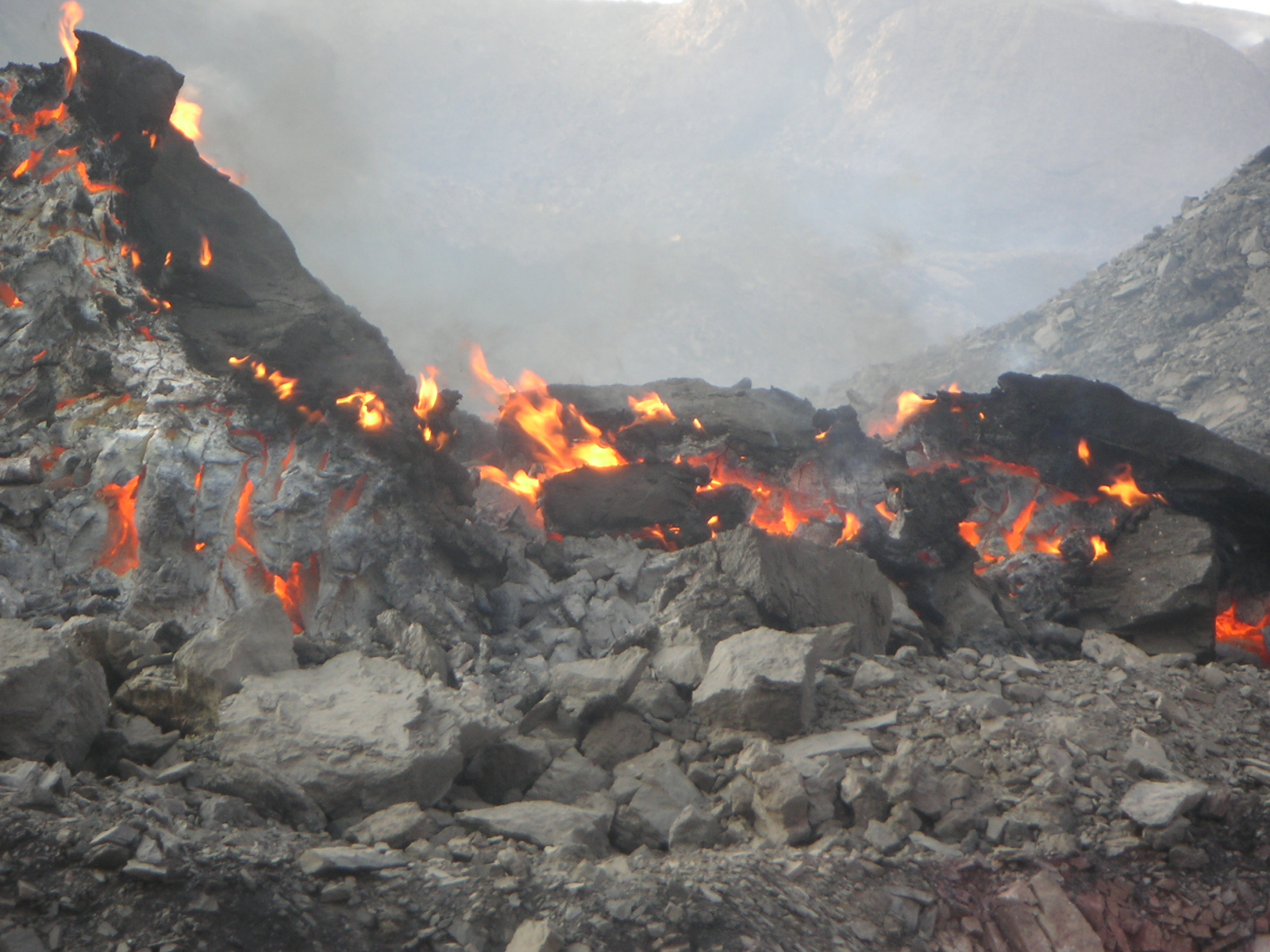
Рудничный пожар Китай, 2012 год

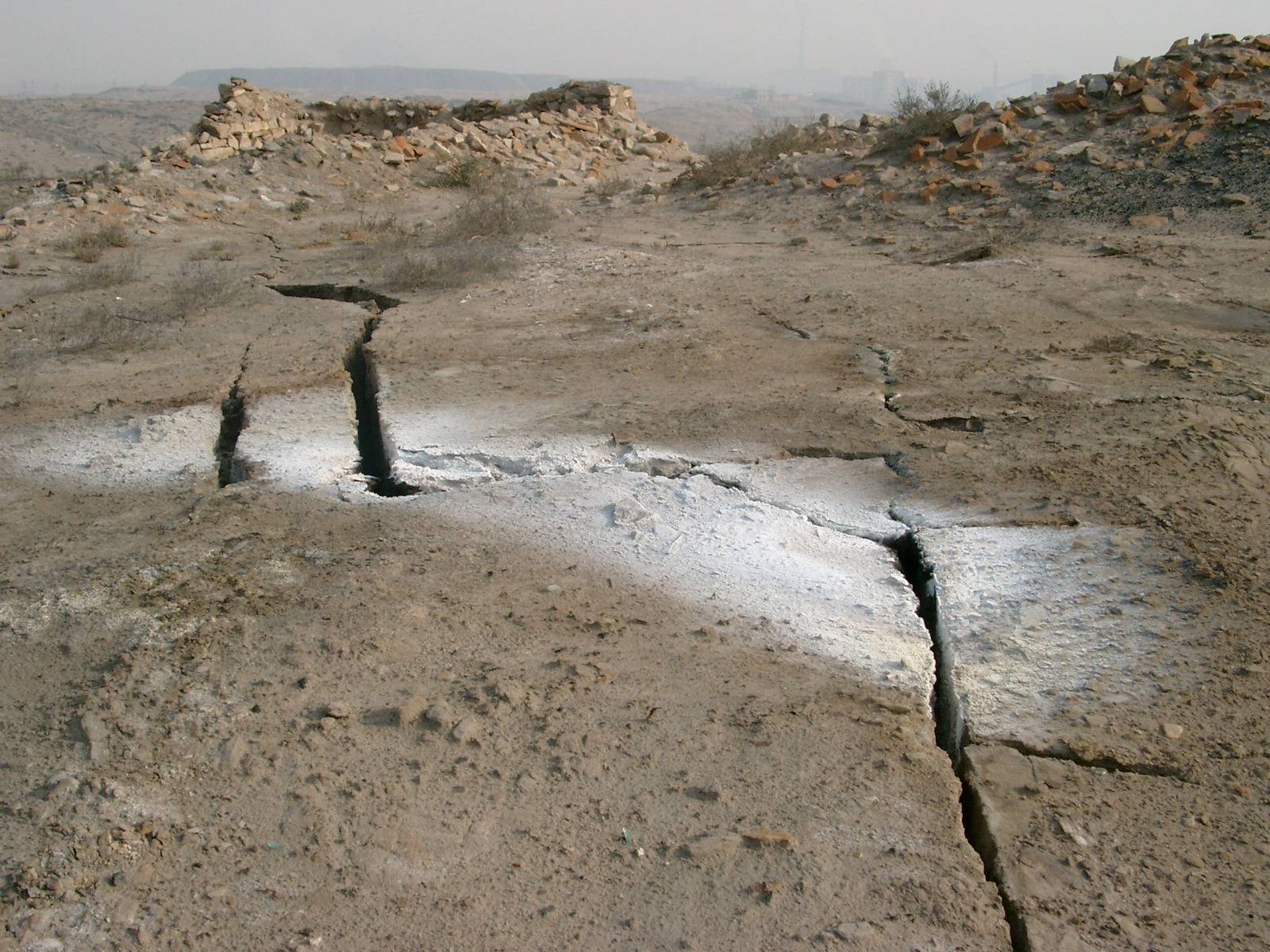
Почва, растрескавшаяся от подземного пожара, 2005 год

Заброшенные угольные шахты и карьеры пожароопасны, так как любые виды ископаемых углей могут самовозгораться. Подобный процесс обычно происходит внутри слоёв породы и до конца не изучен, но основными причинами считают неосторожное поведение угледобытчиков и окисление угля. Выделяющееся тепло поддерживает процесс горения и приводит к многолетним пожарам, которые практически невозможно потушить. Например, большая часть ландшафтов Запада США является результатом обширных древних угольных пожаров: обожжённые породы (клинкер) образовали столовые горы и откосы. Некоторые из таких старых пожарищ продолжают гореть — возраст одного из угольных возгораний в Австралии оценивается в 6 тысяч лет.
Низкосортные мягкие угли с небольшим содержанием углерода могут самовозгораться уже при температуре в 40 °C. Угольные или рудничные пожары могут быть как наземными, так и подземными. Вторые наиболее опасны, так как из-за большой глубины могут быть почти незаметны внешне. Например, угольные пожары Вайоминга площадью минимум в 22 акра (89 тыс. м²) заметны издалека только по столбам дыма, выходящим из земли. В некоторых районах температуры почвы и коренных пород могут достигать 100 °C и даже 1000 °C, соответственно, из трещин в земле выделяются токсичные газы. Таким образом, доступ к местам возгораний труднодоступен и опасность сохраняется десятилетиями. Такие пожары зарегистрированы в Китае, Индии, США, Австралии, Индонезии, Южной Африке, Венесуэле, Восточной Европе и многих других регионах. Геологи заявляют, что в каждом угольном бассейне мира существует минимум один пожар, выбрасывающий вредные вещества. Так, например, только в 2005-м в Колорадо, Кентукки, Пенсильвании, Юте и Западной Вирджинии власти локализовали 100 возгораний.
При возгорании угольных пластов в атмосферу выбрасываются парниковые (диоксид углерода, метан) и токсичные газы (CO, N2O, SO2, NOx), которые представляют угрозу для климата и здоровья человека. Только в Китае в 1990-х годах горящие залежи угля добавляли около 360 млн метрических тонн к общенациональным эмиссиям CO2. Для сравнения, в США столько выбрасывали все легковые и грузовые автомобили вместе взятые, в Нидерландах — все виды промышленности и хозяйства. Известно, что горение угля сопряжено с выбросами мышьяка, фтора и селена. Тем не менее, количество и содержание выбросов зависят от состава угля, геологии региона и глубиной залегания пластов. Например, в кемеровском городе Киселёвск активная угледобыча и подземные пожары в недрах стали причиной 7—11-кратных превышений вредных веществ вблизи с детскими и лечебными учреждениями. В 2019 году после очередного возгорания жители обратились за помощью к премьеру Джастину Трюдо, прося убежища в Канаде из-за невыносимых условий жизни.
Ко внешним воспламеняющим факторам относят как природные явления (удар молнии, лесные пожары), так и неосторожную деятельность человека. Например, в конце XX столетия в Индонезии всего за пять лет массовое выжигание тропических лесов под сельскохозяйственные угодья привело к возникновению более 3 тыс. угольных пожаров. Подобные очаги не поддаются контролю и могут распространяться на большие расстояния: например, в Китае затронутая пожарами площадь превышает 250 тыс. км². Таким образом пожары угрожают инфраструктуре — пролегающим вблизи железным дорогам и линиям электропередач, населённым пунктам и фермерским угодьям. Выгоревшие угольные пласты вызывают просадки, оползни и камнепады, так как на их месте в недрах земли формируются пустоты. Например, в пожарах Китая ежегодно теряется от 100 до 200 млн тонн угля. Проникающий во время обрушений воздух усиливает возгорание, благодаря чему пожар может продолжаться годами и даже десятилетиями.
Тушение таких возгораний трудоёмко и дорогостояще: горняки извлекают горящую субстанцию и вывозят в отдалённые пустынные районы или изолируют её специальными полыми траншеями от оставшейся части угольного пласта. Дополнительно, рабочие засыпают поверхность над возгоранием сыпучими материалами в надежде перекрыть доступ кислорода. Один из методов, предусматривающий накачивание земли коллоидной пеной — смесью воды, золы и химикатов, снижающих содержание кислорода. Но существующие стратегии дорогостоящи и малоэффективны, так как угольные пласты могут вскоре загореться снова. Например, на безрезультатные попытки остановить одно из таких пожарищ в Пенсильвании власти за 48 лет потратили в общей сумме более миллиарда долларов и в итоге были вынуждены расселить близлежащие города.

## Вред водной системе
Горные работы нарушают водный баланс регионов — угольные слои служат водоносными горизонтами, истощение которых нарушает подпитку местных водоёмов и приводит к пересыханию колодцев. Например, добыча угля у польско-чешской границы привела в 2021-м к понижению уровня воды на прилегающих территориях. Жители окрестных деревень остались без источников питьевой воды и были вынуждены начать судебные разбирательства на международном уровне. Ушедшая ниже уровня добычи вода оказалась под угрозой загрязнения из-за просачивания вредоносных отстойных вод шламохранилищ. Подобные площадки для захоронения пустой породы или отходов производства обычно располагают как можно ближе к рудникам, что сводит к минимуму затраты на транспортировку. В развитых странах отстойники часто размещают рядом с неблагополучными районами и гетто. Построенные некачественно, такие отстойники могут давать течи, позволяя опасным химикатам постепенно просачиваются в нижние слои почвы. Из-за своего токсичного состава «хвосты» способны растворять из окружающей породы металлы, такие как медь, алюминий, кадмий и свинец. По оценкам Гринпис, на каждую тонну добытого угля загрязняется от 1 до 2,5 кубометров подземных вод.
Один из других негативных эффектов угольной промышленности — кислотные дожди. Последние образуются из-за выбросов диоксида серы и азота во время сжигания угля на теплоэлектростанциях. Попадая в атмосферу и смешиваясь с водой в облаках, они формируют опасные кислоты. Подобные осадки меняют ph-баланс вод озёр и рек, что разрушает существующие экосистемы. Они опасны ещё и тем, что размягчают некоторые типы горных пород, из-за чего могут происходить оползни и сели. Например, в 2009 году в Китае от такого обвала погибло 70 человек.
Работа угольных предприятий не только повышает кислотность осадков, но также смягчает воду рек. Оксид кальция (CaO) в золе ТЭС легко растворяется в сточных промышленных водах с образованием гашёной извести (Ca(OH)2), которая свободно выносится дождевой водой с территорий золоотвалов в реки. Из-за добавления извести в водотоках оседают ионы кальция и магния, а также образуется карбонат натрия. Вода с таким составом непригодна для сельскохозяйственной деятельности, так как её использование для орошения переводит плодородные почвы в солонцеватые.
Сбрасывая отходы, угольные предприятия загрязняют поверхностные воды тяжёлыми металлами и опасными соединениями. Из-за выбросов угольной промышленности в реках и озёрах превышены нормы содержания железа, марганца, мышьяка, лития, бария, фенолов, соединений аммонийной группы. При большом содержании металлы, особенно железо, покрывают дно водотоков слизью оранжево-красного цвета. Рыба и другие водные обитатели не могут жить в таких условиях: например, в США в затронутых угольной промышленностью водных потоках численность обитателей снижена на 53 %. Так, даже минимальная (следовая) примесь растворённой меди воздействует на нервную систему водоплавающих и может привести к поражению жабр. Ртуть, выделяющаяся при сжигании угля и попадающая с золой или сточными водами в реки, может повредить мозг и нервную систему как рыб, так и употребивших её в пищу людей. Вещество накапливается по пищевой цепочке, и чем крупнее рыба, тем выше в ней содержание токсина.
При большом количестве отходов угольных производств озёра, в которые попадают отходы, фактически превращаются в шламоотстойники. Если в развитых странах такие ситуации предотвращает жёсткое регулирование выбросов угольной промышленности, то в развивающихся компании зачастую экономят на экологических мероприятиях в отсутствии чётких законодательных норм. Очистные сооружения на таких предприятиях либо отсутствуют вовсе, либо сильно устарели. Без должного надзора за объёмами загрязнения и местами сброса угледобыча может уничтожить заповедные земли. Например, в России в 2016 году 76 % сточных вод с шахт, отвалов и ГОК либо были не очищены совсем, либо обработаны недостаточно.
Аварии на угольных предприятиях представляют особую опасность для экологии водных систем. Например, только в США за первые пятнадцать лет XXI века произошло минимум четыре экологические катастрофы. В 2000 году в Кентукки и Западной Вирджинии техногенная авария на территории Martin County Coal Corp привела к разливу 1,13 млрд литров угольной суспензии (смеси угольного шлака и жидкостей, содержащей тяжёлые металлы и радиоактивные элементы). В 2008 году на заводе TVA в Кингстоне из-за разрушения дамбы в реки Эмори и Клинч высыпалось более 4,1 млн м³ угольной золы и токсичного шлама. Для сравнения, объёмы загрязнения превышали разлив нефти в результате аварии на платформе Deepwater Horizon в Мексиканском заливе. В 2014-м в реку Элк в Западной Вирджинии вытекло более 45 тыс. литров промышленной жидкости для переработки угля. Так как водоток поставлял питьевую воду в города центра штата, 300 тысяч человек в регионе получили рекомендации не пить водопроводную воду. В том же году компания Duke Energy сбросила почти 140 000 тонн токсичных отходов и сточных вод в реку Дэн недалеко от Идена.
В моря угольная пыль может попадать как при погрузке угля в портах, так и со стоком рек. Это оказывает токсическое воздействие на морских обитателей и приводит к помутнению воды, от чего уменьшаются популяции водорослей, ухудшается видимость для хищников, а у донных обитателей забиваются дыхательные пути, в результате, остальные виды вынуждены менять ареалы. Однако полноценных исследований на эту тему недостаточно.
На добычу каждой тонны угля шахтёры тратят около 250 литров пресной воды, а для его сжигания на типичной угольной электростанции мощностью 1000 МВт ежеминутно расходуется около 3800 литров. Угледобытчики используют воду при бурении пород и для улавливания частиц угля, а работники ТЭС — для вращения генератора паром или для охлаждения систем, забирая её из водохранилищ, озёр и рек. Таким образом добыча угля и строительство ТЭС невыгодно в районах с нехваткой воды. Но даже в богатых водой регионах угольная промышленность способна нарушить режим стока рек, что влияет на судоходство, рыболовство и земледелие.

## Загрязнение атмосферы
В атмосферу попадает бо́льшая доля загрязнений от использования и добычи угля: во время разработки, транспортировки и перевалки ископаемого по воздуху рассеивается угольная пыль, а при сжигании — продукты сгорания. Угольные ТЭС выбрасывают в атмосферу большое количество диоксида серы, оксида азота и двуокиси углерода, тяжёлых металлов, в том числе ртути, и твёрдых частиц. Почти все побочные продукты угольных электростанций вредят окружающей среде и здоровью человека. Так, только в Европе угольные электростанции ответственны за более 10 гигатонн выбросов CO2 в год или около 40 % от всех выбросов CO2 от ископаемого топлива. Тем не менее, и-за своей дешевизны уголь остаётся самым распространённым топливом в мире: на нём вырабатывается до 40 % всей электроэнергии.

### Метан
Во время горных работ высвобождается метан угольных пластов. В контексте глобального потепления эмиссии этого парникового газа опаснее, чем выбросы CO2: в 20-летней перспективе их эффект на глобальное потепление в 80 раз выше, и в 30 раз выше — на горизонте 100 лет. Поэтому эксперты называют газ «CO2 на стероидах». Учитывая, что годовые выбросы метана во всём мире могут достигать 42 млн т, он оказывает бо́льшее влияние на изменение климата, чем судоходство и авиация вместе взятые.
На угледобычу приходится значительная доля эмиссий метана: в 2021 году действующие шахты выбросили 52,3 млн т этого газа. Тогда как при добыче ископаемого газа за этот же период было потеряно только 45 млн т, при добыче нефти — 39 млн т. Предположительно, введение в эксплуатацию 465 новых рудников и разрезов, проектируемых в 2022-м, должны увеличить общемировые выбросы метана на 11,3 млн т в год. Одновременно в США угледобывающая отрасль была ответственна за 10 % от общенациональных выбросов этого газа. Однако наиболее опасна для мировой экологии добыча в Китае, где зарегистрировано 9 из 10 компаний, шахты которых выбрасывают наибольшее количество метана в год (от 22 до 88 млн т эквивалента CO2). В России основная доля выбросов метана от угольных пластов приходится на Кузнецкий бассейн, шахты которого дают около 70 % годового показателя. Именно в Кемеровской области канадские спутники зафиксировали крупнейшую в мире утечку газа — действующая шахта Распадская ежечасно выбрасывает почти 90 тонн метана (764 тыс. т в год).
Объёмы эмиссий конкретных шахт зависят от геологического строения и глубины разработки. Например, шахты Польши выбрасывают столько же метана, как и относительно поверхностные индонезийские рудники, хотя выработка угля на них в пять раз меньше. По данным Global Energy Monitor, самые газоносные угольные шахты в мире могут выбрасывать в 67 раз больше метана, чем шахты с аналогичной производительностью. Таким образом, ликвидация хотя бы четверти угольных шахт с наихудшими показателями может сократить выбросы метана более чем на 20 млн тонн. Однако газ выделяется не только во время разработки месторождений, опасность представляют даже закрытые шахты. Только в США за 2019 год заброшенные рудники производили 8 % от общего объёма выбросов метана в стране или около 1 % от общего количества парниковых газов.
Ограничение утечек шахтного метана — один из наиболее эффективных способов борьбы с изменением климата. Поэтому разные страны разрабатывают технологии его улавливанию и хранению. Однако несмотря на то, что метан шахтных пластов сам является полезным ресурсом, угледобывающие компании сравнительно редко внедряют такие системы. Компании предпочитают выпускать газ, так как он взрывоопасен и представляет угрозу для шахтёров. Технология его улавливания дороги и по-своему вредны для окружающей среды. Добыча метана угольных пластов приводит к падению уровня грунтовых вод. Чтобы извлечь газ, компании обязаны откачивать заметные объёмы грунтовых вод для сброса давления воды, удерживающей газ в угольном пласте. Так, подсчёты для австралийских предприятий варьируются от 126 до более 300 гигалитров в год. Негативные последствия от такой деятельности проявляются медленно и могут стать заметны только через десятилетия, а восстановление уровня вод может занимать до 20 лет.
Вода, откачиваемая в процессе «обезвоживания» угольных пластов для добычи метана, содержит ряд токсичных химических веществ, иногда — тяжёлые металлы и радионуклиды. Такую воду практически нельзя использовать в сельском хозяйстве: со временем токсины накапливаются в почве до концентраций, которые сокращают рост растений. Большое содержание натрия в извлечённой жидкости вызывает образование налёта и ухудшает гидравлическую проводимость почвы, отрицательно влияя на доступность воды и аэрацию. Сброс таких вод в реки или озёра представляет риск для здоровья людей и состояния местных экосистем. Компании откачивают сточные воды в специальные резервуары, только после чего возможны очистка и обессоливание. В среднем за 30 лет в отстойниках одной компании может накопиться до 21-31 млн т отработанных солей, которые не имеют применения.

### Углекислый газ

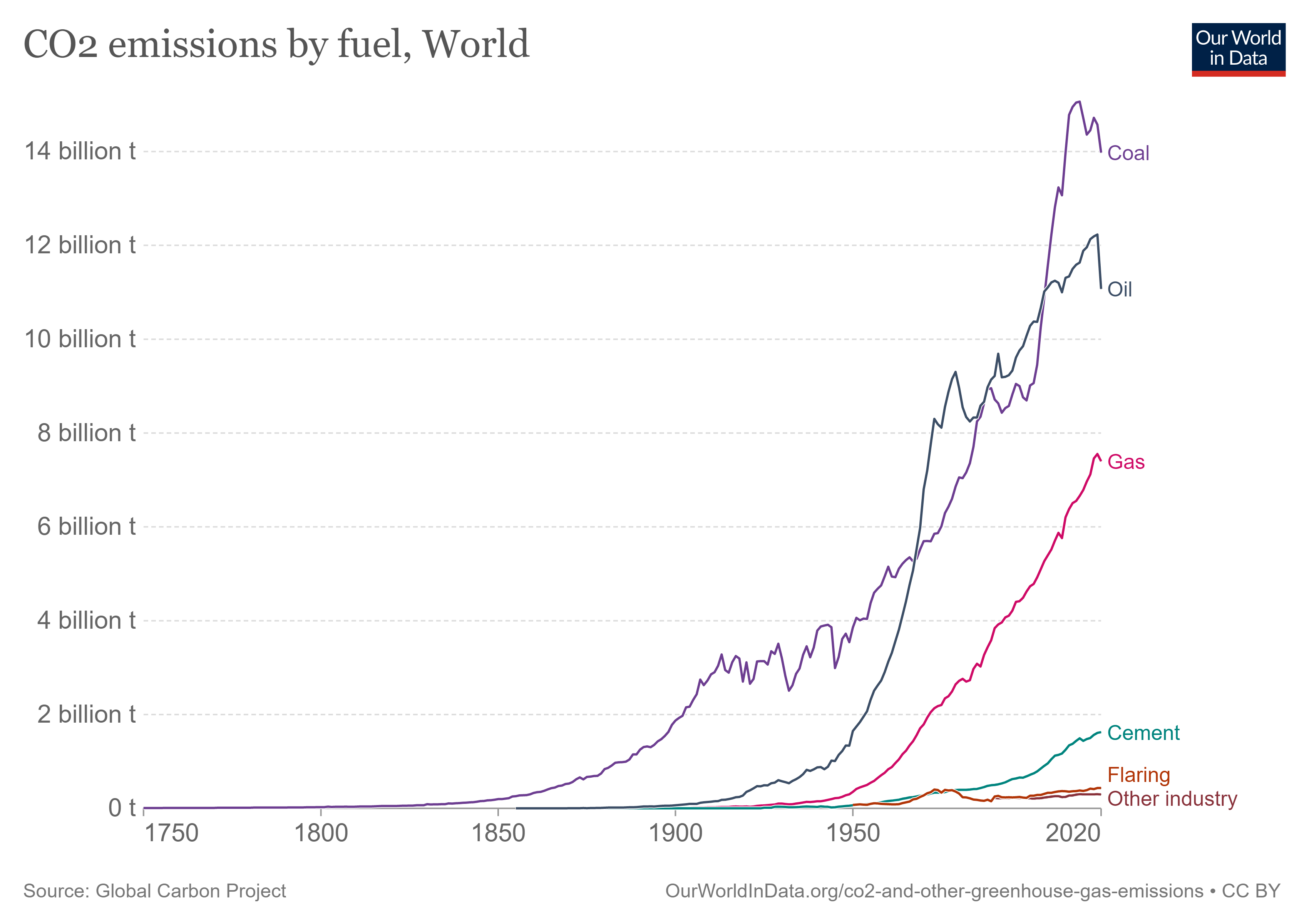
Выбросы CO2 от разных видов топлива в мире, 2022 год

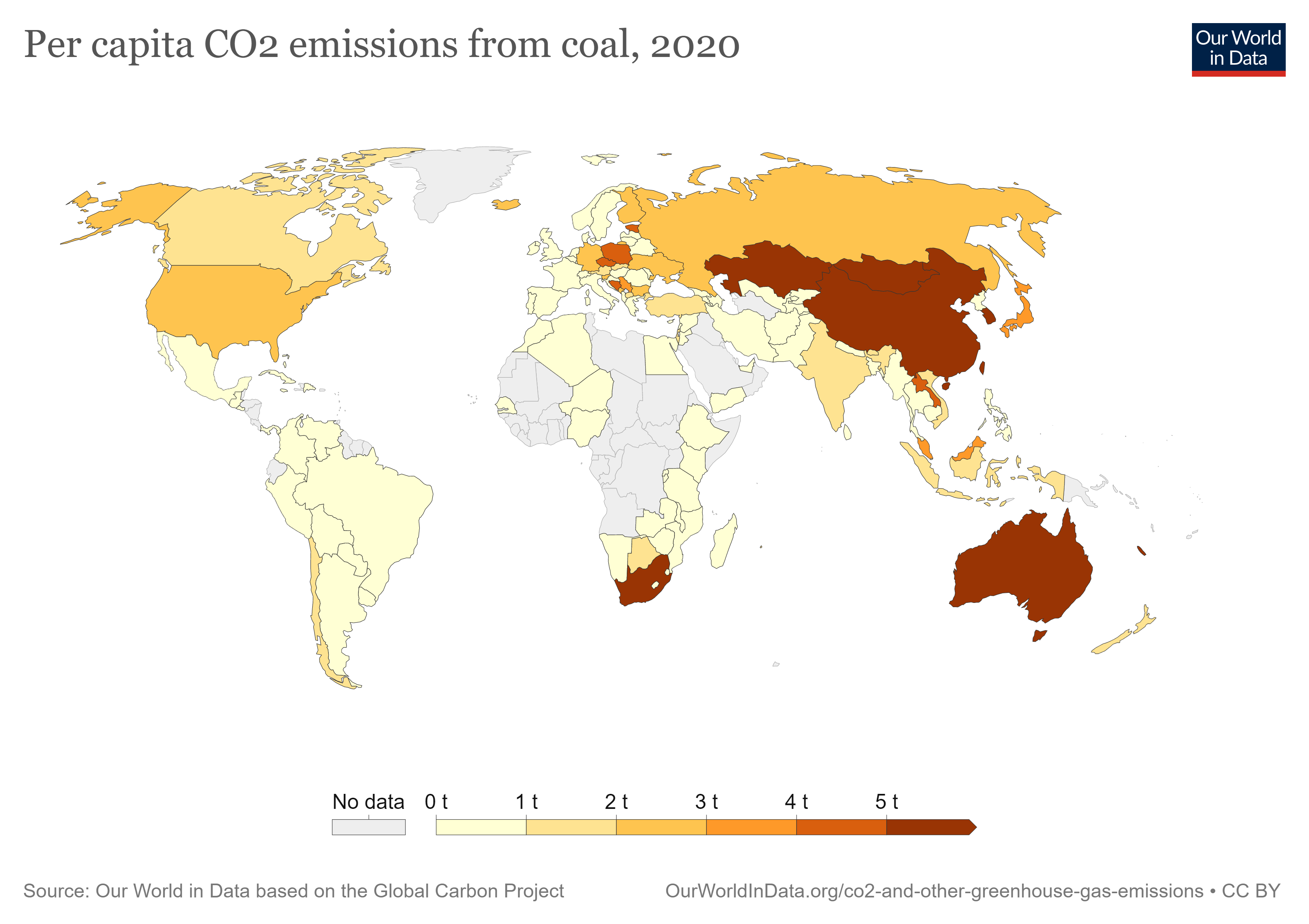
Выбросы CO2 от сжигания угля на душу населения, 2022 год

Выбросы углекислого газа по источникам с 1880-го, 2020 год

Выбросы CO2 — один из основных факторов глобального потепления. С химической точки зрения уголь представляет собой углерод, вступающий в реакцию с кислородом воздуха при сжигании. Образующийся в результате CO2 удерживает тепло и способствует изменению климата. Международное энергетическое агентство признаёт угольные ТЭС самым главным источником загрязнения углекислым газом. Они ответственны за более 10 гигатонн эмиссий CO2 в год или, по разным оценкам, от 30 до 40 % выбросов от сжигания всего ископаемого топлива. Если среднестатистическая газовая электростанция выбрасывает в атмосферу около 400 кг CO2 на МВт⋅ч, то угольная — 988 кг CO2 на МВт⋅ч. ТЭС, сжигающие самый дешёвый вид угля — бурый, — могут выбрасывать в атмосферу до 1200 кг CO2 на один МВт⋅ч. Тем не менее этот вид топлива остаётся самым распространённым: на угле вырабатывается до 40 % электроэнергии в мире.
По удельной теплоте сгорания уголь уступает всем добываемым нефте- и газопродуктам. Из-за высокого содержания углерода при сгорании уголь выделяет больше диоксида углерода на единицу тепла, чем любое другое распространённое ископаемое топливо. В зависимости от типа уголь может содержать 60-80 % углерода, на каждый грамм сжигания которого образуется около 4 граммов СО2. Таким образом, коэффициент выбросов отличается в зависимости от качества топлива, например, для европейского угля он варьируется в диапазоне от 96 т CO2/ТДж в Румынии до примерно 129 т CO2/ТДж в Греции. На мировом рынке самым «грязным» считается индонезийский, а наиболее «чистым» — австралийский уголь. Последний также содержат сравнительно небольшое количество серы, золы и радиоактивных элементов, что делает его одним из наиболее дорогих на мировом рынке.
В целом на 2017 год сожжённый в Европейском союзе уголь добавлял 15,2 % к общему объёму выбросов парниковых газов региона. Показатель может увеличиваться с наращиванием производства, увеличения транспортных потоков или в холодные зимы. Например, за 2020—2021 годы, во время восстановления экономики ЕС после пандемии COVID-19 и остановки многих производств, наблюдался резкий скачок эмиссии CO2 на 17 % (до 433 млн т). В целом по миру прирост эмиссии от энергетической сферы составил 6 % (до 36,3 млрд т), что стало рекордом за всю историю наблюдений. Из них угольные электростанции ответственны за 15,3 млрд т. Скачок спроса на энергию в 2021 году стал следствием не только подъёма производства в период пост-пандемии, но также и неблагоприятных погодных условий и роста цен на природный газ, что привело к увеличению доли угля в энергетическом балансе. Так, на протяжении большей части 2021 года затраты на эксплуатацию угольных электростанций в США и многих странах ЕС были значительно ниже, чем у газовых. Этот краткосрочный отказ от газа в пользу угля увеличил глобальные выбросы диоксида углерода от производства электроэнергии более чем на 100 млн т.
В Австралии производство электроэнергии является основной причиной углеродного загрязнения, поскольку 73 % в её энергетическом балансе обеспечивает сжигание угля. В результате страна лидирует по количеству выбросов от угля на душу населения в G20 и в мире — 5,34 т CO2 в год. Для сравнения показатель для второй в рейтинге стране из G20 — Южной Кореи — не превышает 3,81 т в год на человека. Средний австралиец вырабатывает в 5 раз больше диоксида углерода от угольной энергетики, чем средний человек в мире, и почти в 2 раза больше, чем китаец. Хотя Китай является крупнейшим в мире потребителем угольной энергии, но всё ещё остаётся пятым в мире по количеству выбросов на человека — 2,71 т в год. В США на долю угольной генерации приходится 83 % выбросов парниковых газов в энергетическом секторе, а угольные электростанции страны занимают четвёртое место в G20 по выбросам углекислого газа на душу населения — 3,08 т в год. Таким образом, этот показатель в стране в 3 раза выше среднемирового.
Количество выбросов угольных ТЭС напрямую зависит от энергоэффективности: чем она выше, тем меньше на единицу энергии оно сжигает топлива и производит эмиссий. С износом оборудования угольные электростанции становятся всё более опасными для окружающей среды. Например, в России, где около 30 % мощностей старше 50 лет (при европейском стандарте в 40-48 лет), средняя ТЭС выбрасывает в атмосферу больше вредных веществ, чем китайская. Ежегодные выбросы СО2 на подобных предприятиях в России составляют 190 млн т. В целом в России к 2020 году выбросы от сжигания угля для любых нужд достигли 356,95 млн т из 1,58 млрд т годовой эмиссии СО2.
Опасность угольных ТЭС стимулирует развитие технологий по улавливанию углерода (CCS). Представители отрасли часто преподносят такие системы как решения, способные обеспечить «экологически чистую» угольную энергию. Технология предусматривает вывоз и захоронение эмиссий CO2 в специальных геологических хранилищах. Однако даже при введении так называемой технологии «чистого угля» выбросы электростанций достигают 800 т СО2 на один ГВт. Международное энергетическое агентство не признаёт, что существующие технологии улавливания и захоронения углекислого газа на угольных ТЭС делает их экологичными. Кроме того, безопасность системы захоронения отходов, которые предлагают угольные промышленники, не проверена до конца. CCS-системы не уменьшат количество других эмиссий ТЭС, а эффект от сокращения выбросов углекислого газа будет заметен только при повсеместном их внедрении. Но даже в таком случае, они дорогостоящи и менее выгодны, чем прямой переход на использование возобновимых источников энергии.
Власти разных стран сокращают вред от угольных ТЭС, увеличивая инвестиции в возобновляемые источники энергии и вводя ограничения на количество выбросов в атмосферу. Так, в ЕС действуют квоты, которые электростанции обязаны выкупать в зависимости от объёмов загрязнения. Принятое в 2015-м Парижское соглашение направлено на то, чтобы удерживать повышение температуры в мире «намного ниже 2 °C» к 2050-му. После его вступления в силу страны европейского блока начали активно сокращать инвестиции в проекты угольной генерации. За 2015—2020 годы средний объём инвестиций в такие разработки снизился на треть (в среднем на 7,8 % ежегодно). Тем не менее, Международное энергетическое агентство сообщало в 2021 году, что для достижения нулевого уровня выбросов к 2050 году необходимо прекратить строительство любых новых угольных электростанций и закрыть все существующие к 2040-му. Одновременно более сорока стран обязались отказаться от угольной генерации к установленным срокам, среди них — основные страны-потребители угля, включая Польшу, Вьетнам и Чили. Однако российское вторжение на Украину заставило экологов опасаться возможного роста угольной генерации. Рост цен на ископаемый газ и введение санкций на российские энергоносители заставил некоторые страны рассмотреть возврат к массовому использованию угля: о таких планах заявили правительства Германии, Нидерландов, Франции и Австрии. Предположительно, такие меры приведут к увеличению выбросов CO2 примерно на 30 млн т или на 4 % от выбросов энергетического сектора ЕС в 2021 году.

### Радиационные выбросы
Суммарные выбросы радионуклидов некоторых угольных ТЭС выше, чем у АЭС сравнимых мощностей, а по мнению некоторых учёных, их радиационный фон даже выше любой атомной станции. Если в подземных угольных залежах радионуклиды не представляют опасности, то при добыче и сжигании они поступают в атмосферу и воздействуют на людей, животных и растения. При добыче основную угрозу для шахтёров составляют аэрозоли продуктов распада урана, тория (радон и радон-220, соответственно), которые попадают в воздух при разработке пластов. В непроветриваемых участках шахт их концентрация часто превышает допустимые нормы. Повышенная доза облучения горнорабочих приводит к увеличению примерно на 15 % общего риска смерти.
Попадая в воздух из дымовых труб, радиационные выбросы рассеиваются и образуют сложное объёмное поле. Радиоактивность выбросов и сбросов ТЭС зависит от характеристик самого топлива и особенностей его сжигания. Предположительно, угольные электростанции во всём мире ежегодно выбрасывают до 37,3 тыс. т. урана и тория. Таким образом радиоактивность почв и воздуха на территориях, прилегающих к ТЭС, могут в несколько раз превышать предельно допустимые значения. Кроме того, из-за своей структуры радиоактивный элемент, конденсирующийся на аэрозольных частицах, зачастую не улавливается электрофильтрами. Попадая в организм человека или животного, такие летучие компоненты легко проникают в ткани и накапливаются в костях, вызывая серьёзные заболевания. Радиационное облучение способствует развитию болезней лёгких и онкологических заболеваний, а также влияет на организм человека на генетическом уровне.
Уголь всегда содержит в своём составе радиоактивные вещества уран-238, торий-232, радий-226, радон, радон-220, калий-40. Так, на начальных этапах развития атомной энергетики в СССР именно уголь служил сырьём для получения урана. Однако концентрация радионуклидов в разных угольных пластах различается в сотни и тысячи раз. Среднее содержание урана в породе составляет 3,6 г/т, однако этот показатель гораздо выше для отдельных рудников России, Киргизии, Турции, Франции, США и других стран. Например, в Северной и Южной Дакоте встречаются залежи со средним содержанием урана 80 г/т. Очень высокое содержание урана отмечено для лигнитов Испании — до 298 г/т. В России в породах Канско-Ачинского бассейна содержание урана достигает более 100 грамм на 1 т угля. Соответственно, такое топливо нельзя сжигать без специальной предварительной обработки. Некоторые угли севера Кемеровской области содержат 139 г урана на т, а их зола и шлаки, образующиеся при сжигании, — 902,6 г/т. Однако в России угли с аномальным содержанием урана обычно разрабатываются без всякого радиационно-гигиенического контроля, уголь используется на ТЭС, в котельных и в частных домах.
Кроме того, уголь часто содержит радиоактивный торий, концентрация которого также варьируется в зависимости от места добычи. Высокие содержания элемента зафиксированы в бурых углях Австралии — 17 г/т и в каменных углях Канады — 11 г/т. Средняя оценка содержания тория для углей Сибири составляет 2,4 г/т. Таким образом, добытые в 2015-м в Кузнецком бассейне 215,8 млн т угля содержат минимум 734 т тория. И хотя содержание этого элемента в угле меньше, он может представлять большую угрозу для людей, чем уран. Период его биологического полувыведения составляет десятки лет. Кроме того, дополнительное облучение персонала угледобывающих предприятий и населения могут вызывать золошлаковые отходы. Окисленный уголь отстойников может содержать радий, а из недр при добыче выделяется радиоактивный газ радон, которые усиливают воздействие радиации на шахтёров.

### Другие вещества

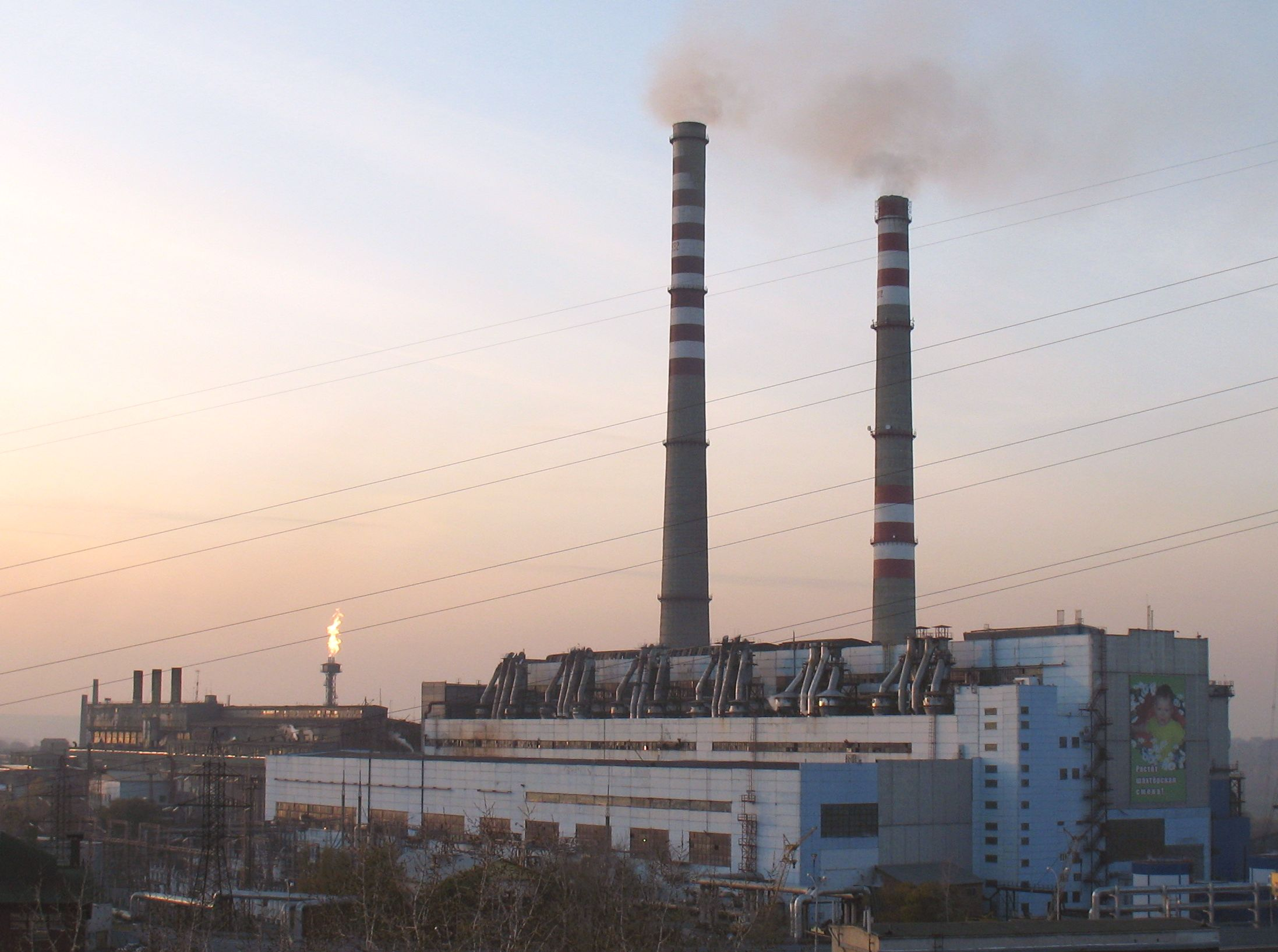
Выбросы Кемеровской ГРЭС, 2009 год

Помимо прочего, угольные ТЭС выбрасывают в воздух ряд токсинов: оксиды азота, оксид серы, серный ангидрид, диоксид азота и бензапирен. Они легко разносятся с ветром на большие расстояния. Последствия такого загрязнения для населения могут варьироваться от астмы и затруднённого дыхания до повреждений головного мозга, проблем с сердцем, онкологии, неврологических расстройств и преждевременной смерти. Кроме того, диоксид серы вызывает кислотные дожди, которые опасны для растений и животных, обитающих в воде. Оксиды азота участвуют в образовании тропосферного озона, токсичного в больших количествах и усиливающего изменение климата.
Производители обязаны контролировать содержание вредных веществ в промышленных выбросах, но ограничения разнятся от страны к стране и зачастую недостаточно строги. Даже в Европе энергетический сектор является одним из основных источников загрязнения воздуха: в 2018 году на него приходилось 44 % от общих выбросов SO2 и 14 % от общего объёма выбросов NOх в регионе. Для стран-членов Европейского агентства по окружающей среде этот показатель даже немного выше: на производство тепла приходилось 54 % выбросов SO2 и 16 % выбросов NOх. По масштабам загрязнения оксидами азота лидируют электростанции Польши и Германии, которые являются главными их источниками в ЕС. 44 % от общего объёма выбросов диоксида серы (SO2) угольных электростанций в Европе обеспечивают всего 10 заводов в Турции, Сербии, Украине, Северной Македонии, Боснии и Герцеговине. Помимо этого, европейские станции ежегодно выбрасывают до 16 т ртути и являются главным промышленным источником этого токсичного металла в регионе. По данным экспертов Программы ООН по окружающей среде, на сжигание угля для производства электроэнергии приходится 21 % из 2220 тонн антропогенных источников выбросов ртути в атмосферу ежегодно.
В США на 2014 год выбросы угольных электростанций включали: 41,2 т свинца, более 22 т летучих органических соединений, 34,9 т мышьяка, 4,2 т кадмия и других токсичных тяжёлых металлов. Предприятия были также ответственны за 42 % выбросов ртути в стране. Предположительно, переход всех угольных электростанций в США на газовое топливо сократит выбросы двуокиси серы более чем на 90 %, а выбросы оксидов азота — более чем на 60 %. Это, в свою очередь, поможет сократить стоимость ежегодных расходов на здравоохранение на 20-50 миллиардов долларов.
Если в развитых странах власти строго следят за объёмами выбросов ТЭС, то в развивающихся показатели не всегда доступны и на практике могут быть выше ожидаемых. Например, буроугольные заводы Турции, введённые в эксплуатацию без какой-либо сероочистки, на 2019-й продолжали работать. Предприятия не предоставляли правительству отчёты о выбросах, так как они считаются конфиденциальной коммерческой информацией. Известно, что на многих угольных электростанциях в стране отсутствуют надлежащие системы десульфурации дымовых газов. По существующим оценкам, концентрации выбросов SO2 старых турецких угольных электростанций в 25—60 раз превышают европейские стандарты. В 2018 году на Турцию приходилось 33 % ежегодных выбросов SO2 в энергетическом секторе среди стран ОЭСР.
Такие страны как Турция, Украина и государства Западных Балкан прямо или косвенно продолжают субсидировать свои ТЭС, пренебрегая стандартами выбросов. Большинство электростанций в регионах старше 30 лет и модернизация их мощностей была бы очень дорогой. Уже в 2013-м необходимые инвестиции в предприятия стран Европейского Энергетического сообщества для соблюдения стандартов выбросов оценивались в 7,85 млрд евро. Страны потратили 2 миллиарда евро в период с 2015 по 2019 год на субсидирование угольной энергетики, хотя оцениваемые природные ресурсы делали инвестиции в ветряную и солнечную энергетику в долголетней перспективе более выгодными. Китай как одина из крупнейших стран-производителей угля продолжал спонсировать строительство угольных угольных станций зарубежом вплоть до 2021 года.

### Твёрдые загрязнения

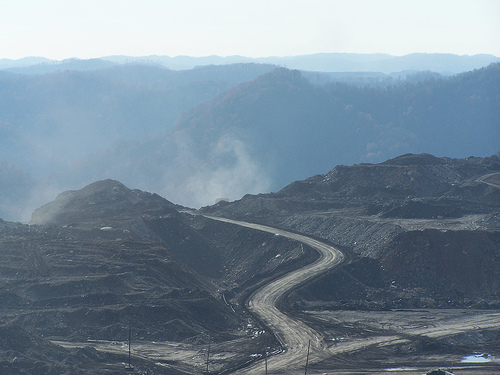
Задымление над угольной шахтой, 2007 год

Значительная доля загрязнений попадает в атмосферу во время открытой добычи, транспортировки и перевалки угля: мельчайшие твёрдые частицы рассеиваются, попадают в атмосферу, становясь причиной задымления и ухудшения видимости. Другой значимый источник — угольные электростанции, которые загрязняют атмосферу продуктами горения топлива. Ртуть и тяжёлые металлы в выбросах ТЭС формируют летучую золу, которая представляет собой взвешенные частицы, оседающие на растения и почву, в реки или водоёмы. Количество твёрдых остатков, образующихся при сжигании угля, зависит от его качества: если зольность низкокачественного топлива может достигать 40—70 %, то качественного — 10—12 % и ниже. Серность угольной золы может варьироваться в диапазоне от 1 до 4 %.
Для сокращения выбросов предприятия внедряют специальные устройства, контролирующие уровень загрязнения. Но несмотря на это, только в США угольные электростанции ежегодно производят более 100 млн т угольной золы. В 2014-м этот показатель достиг 197 тыс. тонн мелких частиц (диаметром 10 микрометров или менее). Масштабные загрязнения воздуха приводит к развитию у населения хронического бронхита и астмы, сердечно-сосудистых заболеваний и даже к преждевременной смерти. Оценки количества людей, которые ежегодно гибнут от воздействия угольной пыли ТЭС, отличаются для разных регионов. Например, в США количество достигает 52 тыс. человек (для сравнения за 2016-й в автокатастрофах погибло 40 тыс. американцев).
Среди европейских стран лидером по объёму загрязнения мелкими частицами (PM10 и PM2,5), а также бенз(а)пиреном, которые обычно выделяются в результате сжигания угля, является Польша. Исторически качество воздуха в этой стране одно из самых низких в Европе, в частности из-за массового использования низкокачественного угля для обогрева домов и большой доли угольной генерации на государственном уровне. В 2018-м концентрация PM10 в угольных районах страны превышала суточное предельное значение в ЕС более чем на 50 %. Загрязнения в воздухе стали причиной преждевременной смерти почти 50 тысяч человек, из них 46,3 тысяч погибло от воздействия PM2,5. Для сравнения всего в ЕС от этого типа эмиссий погибло 379 тысяч человек, в Германии — 63,1 тысяч человек, Италии — 52,3 тысяч человек.
Чтобы смягчить негативное воздействие, власти разных стран в той или иной степени вводят лимиты выбросов. Однако на 2019 год большинство стран Энергетического сообщества не соблюдали национально допустимые объёмы эмиссий. В европейском регионе угольные электростанции Украины, Западных Балкан, Турции, Польши и Германии являются одними из основных источников загрязнения воздуха. В России из 22 млн т собранных золошлаковых отходов угольных ТЭС утилизации подвергалось только 10—15 %, против 64 % в США и 97 % в Японии.
При высокой концентрации угольной пыли власти вводят экстренный режим «чёрного неба». Так называют периоды, когда количество взвесей в воздухе настолько велико, что они образуют «чёрные облака». Например, в России с таким явлением регулярно сталкиваются жители портовых городов Владивосток и Находка. Последний в 2018-м стал лидером по уровню атмосферного загрязнения в стране.

## Влияние на здоровье
Угольная промышленность наносит непоправимый ущерб здоровью жителей регионов добычи, шахтёров и работников угольных предприятий. Основную опасность для них представляет угольная пыль, мелкие частички которой легко развеиваются по воздуху. Попадая в организм, они проникают в ткани дыхательной системы и с кровью разносятся по организму. Мелкодисперсные твёрдые частицы приводят к образованию избыточных свободных радикалов, что связано с развитием хронических патологий органов дыхания. В результате развиваются пневмокониозы, бронхиты и другие заболевания дыхательной системы. Пылевые патологии также провоцируют сердечно-сосудистых заболевания, деформацию сердечных желудочков. В ориентированных на угледобычу регионах у женщин чаще отмечаются преждевременные роды и случаи мертворождения, встречаются аномалии развития новорождённых и выше уровень заболеваемости детей первого года жизни. Кроме того, в таких областях как, например, Кемеровская отмечается рост заболеваемости злокачественными новообразованиями (в 2010—2013 годах — на 9,7 % у всего населения).
Профессия шахтёра связана с одним из самых высоких уровней профессиональной заболеваемости. У работников отдельных месторождений рак лёгких развивается в 10 раз чаще, чем у рабочих не связанных с угольной отраслью. Другими распространёнными болезнями у шахтёров являются пневмокониозы и бронхит, ишемическая болезнь сердца, артериальная гипертензия и другие сердечно-сосудистые заболевания. Кроме того, работа в отрасли сопряжена с повышенным травматизмом и авариями на производстве (обвалы породы, взрывы, выбросы газов). Так, в США смертность в результате аварий составляет 10 человек в год, в России — 50. Опасность возникает как по неосторожности, так и из-за халатности руководства шахт — экономии на средствах защиты, недостаточных инвестиций в системы безопасности, отсутствие обязательного инструктажа, низкая производственная дисциплина, наращивание добычи в погоне за выгодой и другое.
Угольная добыча угрожает здоровью и других жителей регионов, так как пыль легко распространяется на большие расстояния. Загрязнения ухудшают экологическую обстановку и приводят к онкологическим и другим заболеваниям. Наиболее распространены в регионах добычи рак лёгкого, трахеи и бронхов. В результате продолжительность жизни в таких районах гораздо ниже общенациональных показателей, например, кемеровчанин в среднем живёт на 3—4 года меньше, чем среднестатистический россиянин.
Работа ТЭС также наносит непоправимый ущерб здоровью населения, так как при сжигании угля они выбрасывают особо опасные летучие соединения ртути, мышьяка, селена, свинца, кадмия, цинка и другие. Попадая в организм человека, они накапливаются в органах, приводя к развитию злокачественных опухолей и мутагенных эффектов, понижая сопротивляемость к инфекциям. Наиболее мелкие частицы диаметром до 0,1 мкм могут проникать в капилляры даже через кожный покров. Расстояние, на которые разносятся частицы золы и их осаждение на землю вместе с атмосферными осадками, зависят от физических свойств золы и погодных условий. Наибольшему влиянию подвержены люди, проживающие на расстоянии от 1-2 км от ТЭС.
На 2017-й более миллиона смертей были связаны со сжиганием ископаемого топлива, из них более половины — с углём. По оценкам 2021 года, только в Европе отказ от угля сохранит до 100 тыс. жизней ежегодно. В таких зависимых от угольной генерации странах как, например, Индия, количество ежегодных смертей от действующих и планируемых угольных станций ежегодно достигает 112 000. Отказ от строительства намеченных на 2021-й заводов позволит избежать как минимум 844 000 преждевременных смертей в течение всего срока службы этих заводов.